# Conserves Alaeddin

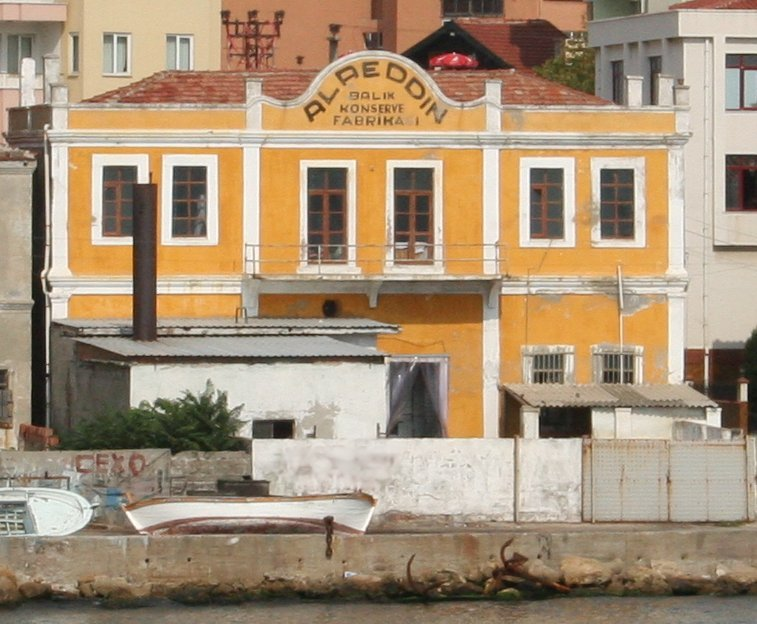
Fàbrica històrica o casa matriu de Alaeddin Konserve en Gelibolu.

Conserves Alaeddin (en turc Alaeddin Konserve) és una companyia alimentària tradicional de conserves, especialment de peixos, de Turquia.

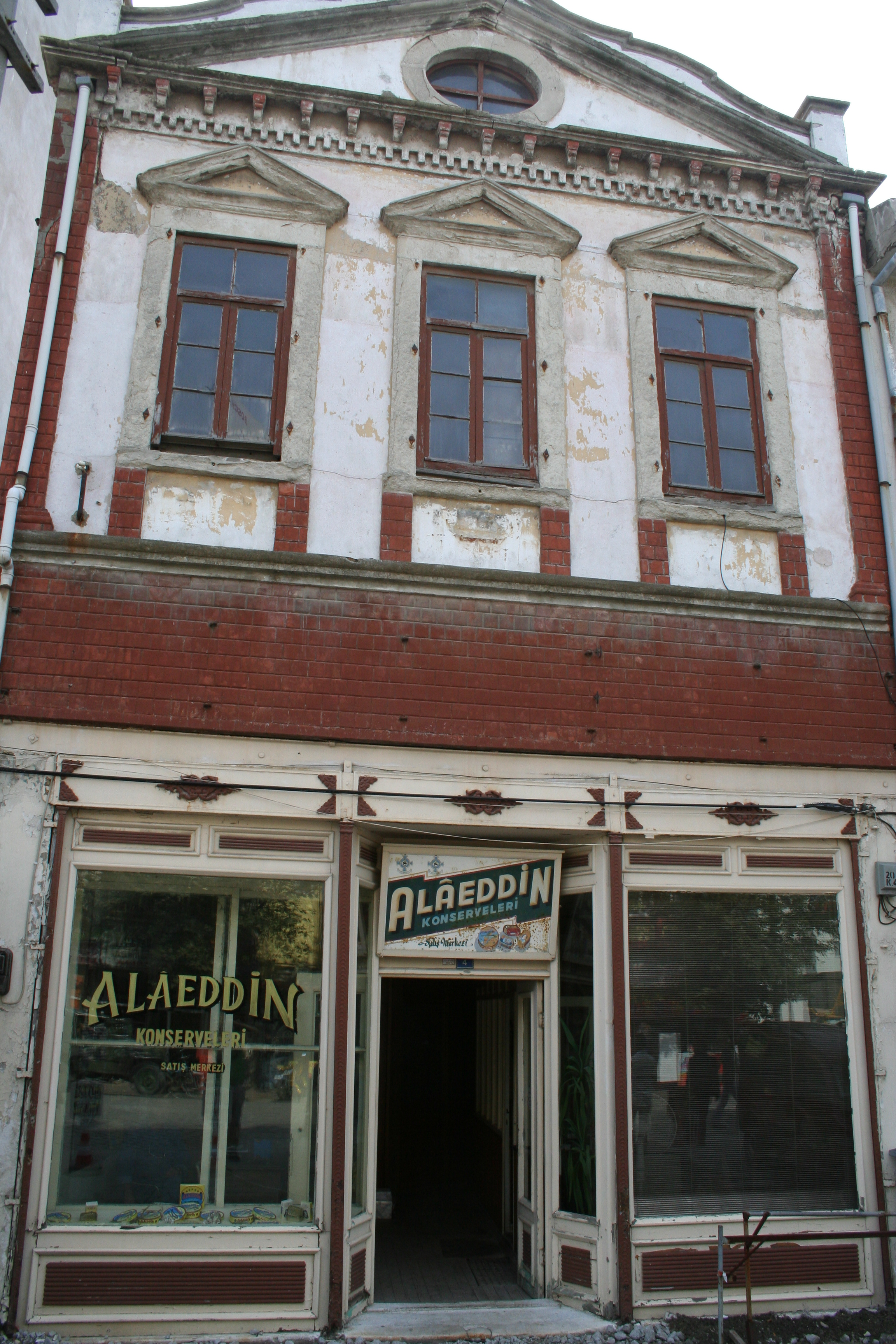
La botiga històrica de Alaeddin Konserve a Çanakkale. (Compareu-la amb la botiga moderna de Selahattin Konserve a l'enllaç de la seva pàgina web.)

## Història
La Turquia otomana va començar a importar sardines salades d'altres països europeus des de la dècada de 1850. En el "Annuaire Orientale" de l'any 1894, hi ha tant peixos salats com sardines en conserva entre els productes de Çanakkale, sense especificar els noms de les companyies productores. En la mateixa època hi ha dades d'exportacions d'ostres, verats i sardines de la zona, i importacions de sardines en conserva a Lapseki. A més, al diari turc otomà "Tercüman-ı Hakikat" del 29 de maig de 1904 es troben crítiques de les importacions de sardines en conserva, en detriment de la producció local.
En aquest context històric, i fundada per Alaeddin Kemerli en 1928, en Gelibolu, Conserves Alaeddin és la primera conserveria de peixos en la República de Turquia. Generacions de turcs han consumit les seves conserves de sardines i tonyina. El seu producte més famós és "Kızlı Sardalya" (Sardines amb Noia), el qual té una imatge d'una dona jove a la superfície de les llaunes (es pot observar la fotografia a l'enllaç de la referència). Tanmateix, a l'enllaç es pot veure una fotografia on apareixen joves treballadores de la fàbrica.

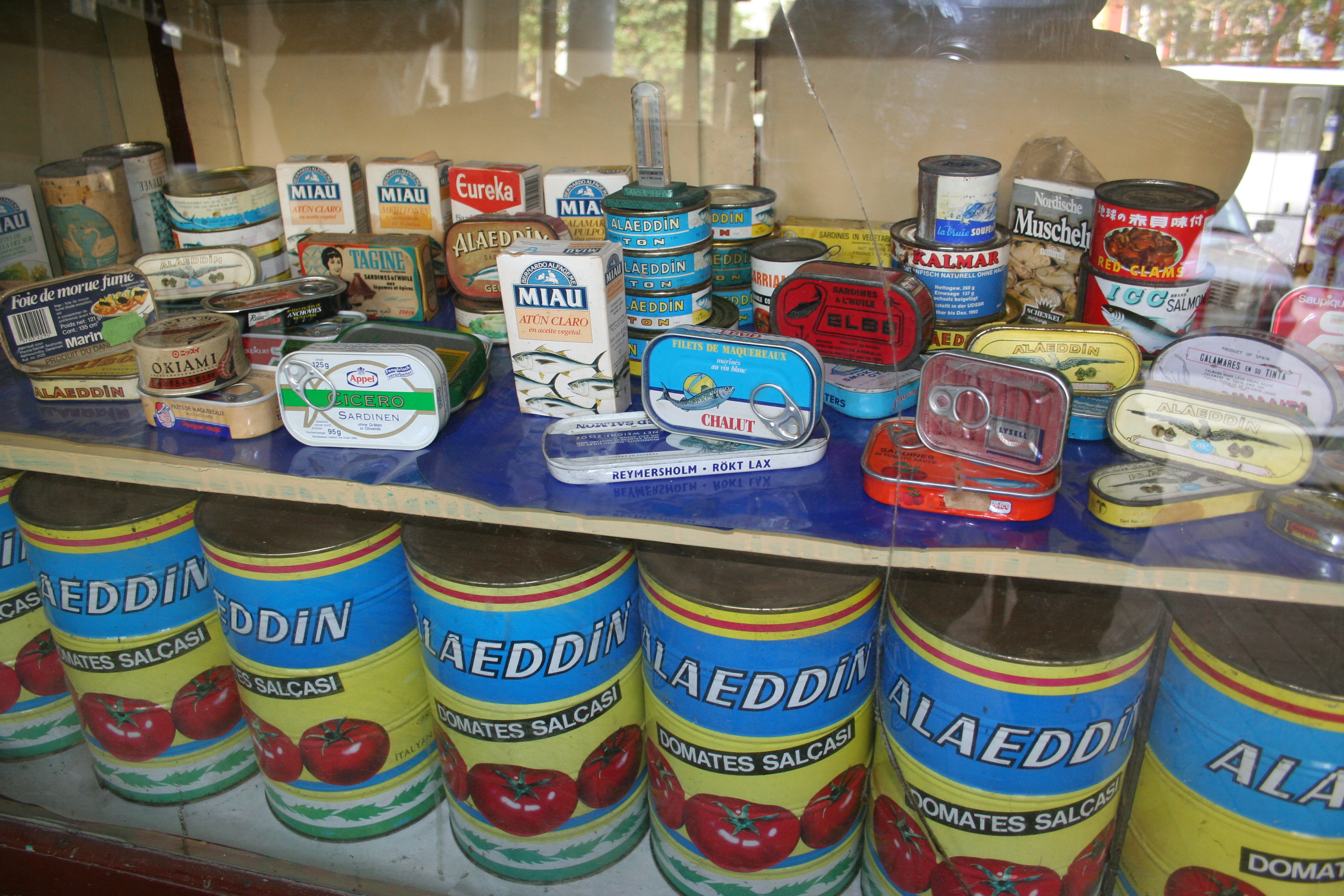
Llaunes de conserves, entre elles les famoses "Sardines amb Noia" i la salsa de tomàquets a la turca de Alaeddin Konserve, en una vella prestatgeria.

Les companyies de conserves artesanals de la zona han perdut forces en les últimes dècades, a causa de l'obertura de fàbriques modernes i la importació de productes estrangers, arribant a restar només tres fàbriques, és a dir, tres marques comercials tradicionals: Alaeddin, Selahattin (est 1950) i Yahşi. Aygül Kemerli, la CEO de la fàbrica Selahattin i filla del germà menor d'Alaeddin, Selahattin Kemerli, és l'única dona industrialista de la província de Çanakkale. Ha heretat l'ofici de la seva mare, del pare, de l'oncle Alaeddin i del seu avi. La senyora Kemerli diu que la seva família ha après a conservar sardines de la població Rum (nom dels grecs de Turquia) de la regió, i que el sabor i la fama de les sardines de Gelibolu són molt coneguts i reconeguts en les illes gregues de l'Egeu. Ella pensa que les fàbriques tradicionals han quedat dins de la ciutat i no han pogut créixer, i que a causa d'això, s'han hagut de tancar diverses companyies de conserves de sardines a la zona, com "Yelkenciler" i "Erden". Per consegüent, tem que s'acabi la tradició. De fet, avui dia la seva companyia conserva més tonyines i anxoves que sardines. La fàbrica "Alaeddin" està sent administrada alhora per Alaeddin Selçuk Kemerli, net del fundador Alaeddin Kemerli, i exporta la major part de la seva producció a Bulgària, Grècia i Japó.